# Ludwig Lachmann
Ludwig Mauritz Lachmann (1906–1990) foi um economista alemão que se tornou um importante membro e contribuidor para a Escola Austríaca de Economia. Junto de Israel Kirzner, Friedrich Hayek e Murray Rothbard, foi um dos principais economistas no processo de "reavivamento" da economia austríaca, começando em 1974.

## Educação e Contribuições
Ludwig M. Lachmann obteve seu doutorado na Universidade de Berlim, sob orientação do renomado pensador da Escola Histórica Alemã, Werner Sombart, que o introduziu à obra do sociólogo Max Weber, teórico que exerceu poderosa influência sobre o pensamento lachmanniano. Após a ascensão de Hitler ao poder na Alemenha, Lachmann foi para a London School of Economics, onde trabalhou como assistente de F.A Hayek e conheceu G.L.S Shackle, economista pós-keynesiano com quem o contato rendeu muitos frutos no desenvolvimento do pensamento do nosso autor. Em 1948, Lachmann se tornou professor da Universidade de Witwatersrand, em Joanesburgo, na África do Sul, onde publicou sua maior obra, Capital and Its Structure, em 1956. 
A partir de 1974, como um dos protagonistas do assim chamado Austrian Revival, Lachmann passou a colaborar com Kirzner na New York University, período durante o qual levou a cabo o debate sobre a tendência ao equilíbrio no processo de mercado, que permanece até hoje como uma das grandes divisões internas da Escola Austríaca de Economia.

#### Teoria do Capital
A teoria do capital de Ludwig Lachmann é fortemente caracterizada com por sua visão de que as relações humanas que formam a economia são de complexidade crescente em um mundo em constante mudança, no qual a estrutura do capital estava em processo de mutação inconsciente, mas incessante, essa ideia foi apresentada pela primeira vez por Lachmann em uma série de artigos entre 1938 e 1948. Na época em que se mudou para Joanesburgo, por volta de 1949, a atenção da comunidade econômica estava se afastando do interesse na teoria do capital. Ele refinou seu argumento e o publicou em sua primeira e principal obra, em 1956.
Lachmann se baseou na teoria do capital de Böhm-Bawerk, economista austríaco da segunda metade do século XIX — em sua maior obra Capital e Juros descreveu, entre várias ideias, o fator essencial do progresso econômico em termos de produtividade e em métodos indiretos (chamados de roundaboutness) de produção como uma de suas principais teses. 
Lachmann buscou reinterpretar a teoria de Böhm-Bawerk sobre a produtividade superior dos métodos indiretos no contexto da crescente complexidade das economias modernas. Lachmann enfatizou algumas ideias como o papel da mudança tecnológica no centro de qualquer explicação do desenvolvimento econômico. Segundo Lachmann, uma característica marcante da esfera econômica da vida é o fato de que ela é confrontada, pode-se quase dizer bombardeada, com a mudança. E a atual era, com economias cada vez mais complexas, é a era da mudança rápida e acelerada. Essa mudança, todavia, não é acidental; é o resultado da capacidade superior das economias de mercado para lidar com a mudança. As economias de mercado se precipitam e se beneficiam de mudanças inesperadas. O benefício surge da natureza experimental do processo de mercado — guiado pelas ações dos agentes, motivadas por suas expectativas, essas formadas em um mundo caracterizado pela incerteza quanto às movimentações futuras dos preços, produções, e demais fatores.
O processo competitivo é experimental em muitos níveis diferentes, incluindo o nível da tecnologia ou bens de capital — dando ênfase à sua heterogeneidade, especificidade e complementaridade entre si no processo de produção de bens de consumo, seu maior ou menor nível dita o quão indiretos são os processos de produção. 
Desse modo, a mudança tecnológica não é uma força externa autônoma. É intrínseco ao processo de mercado e ao desenvolvimento econômico. A crescente complexidade resultante, na qual os agentes econômicos aprendem por meio de um processo de teste e verificação da realização de suas expectativas motivadas pela interpretação dos dados econômico combina-se com o processo de produção se tornando cada vez mais indireto à medida que uma economia se desenvolve.

## Escritos
Livros originais:
- Capital and Its Structure, 1956.
- The Legacy of Max Weber, 1971.
- Macro-economic Thinking and the Market Economy, 1973.
- Capital, Expectations and the Market Process, 1977.
- The Market as an Economic Process, 1986.

Escritos traduzidos ao português:
- A Significância da Escola Austríaca de Economia na História das Ideias, originalmente em Capital, Expectations and the Market Process, (ISBN 0-8362-0678-9) , pp. 45-65.
- Economia Austríaca: uma abordagem hermenêutica, Originalmente em Economics and Hermeneutics (ISBN 0-203-98313-0 de Don Lavoie)
- O Papel das Expectativas na Economia Como uma Ciência Social originalmente em Capital, Expectations and the Market Process (ISBN 0-8362-0678-9), pp. 81-94.
- De Mises a Shackle: Um Ensaio sobre Economia Austríaca e a Sociedade Caleidoscópica originalmente em An Essay on Austrian Economics and the Kaleidic Society. American Economic Association. Journal of Economic Literature, Vol. 14, No. 1 (1976), pp. 54-62.